# Altstadt (Hof)
Die Altstadt ist eine Haupteinkaufstraße in der Innenstadt von Hof in Bayern.

## Geschichte

Karte der Hofer Altstadt

Die erste nachgewiesene Siedlung in der Altstadt war gegen 1180. Diese hatte allerdings damals kein Stadtrecht. 1230 ließen die Andechs-Meranier die Neustadt errichten, diese bekam schließlich auch das Stadtrecht.
1864 begann am Standort des ehemaligen Gasthofs Zur Sonne der Bau der ersten katholischen Kirche Hofs, der Marienkirche. Sie steht zwischen Altstadt und Lorenzstraße.

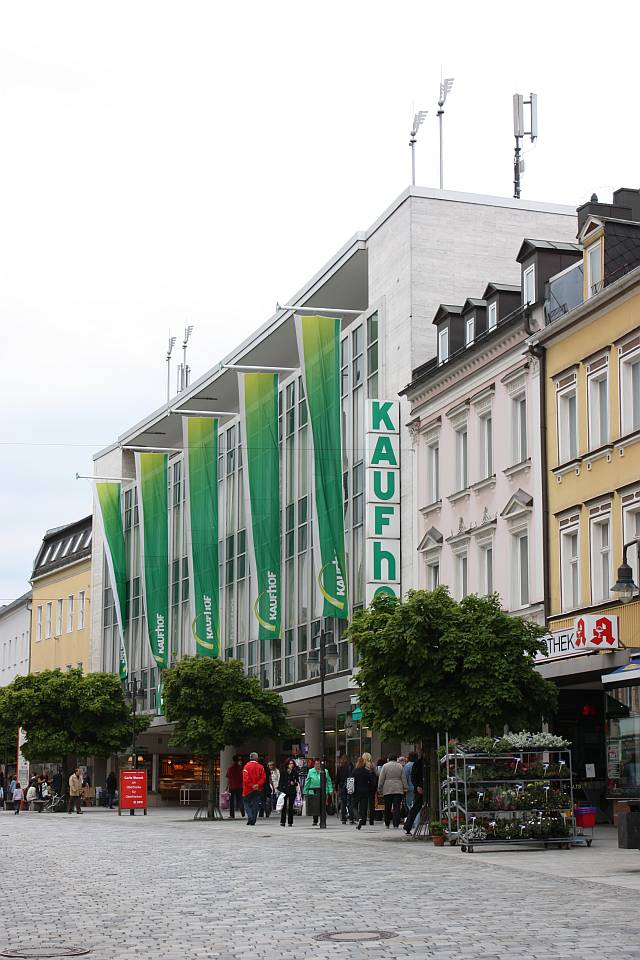
Ehemaliger Kaufhof aus den 1950er Jahren

Im 20. Jahrhundert wurden große Teile der alten zweistöckigen Häuser abgerissen und gegen urbane Bebauung um 1900 bis 1910 getauscht. Bereits in den 1920er Jahren gab es in der Altstadt das Saalekaufhaus. Nach dem Zweiten Weltkrieg wurde das Gründerzeitkaufhaus durch einen neuen Bau von Kaufhof ersetzt. Das heutige Gebäude steht aufgrund der einzigartigen Fassade aus den 1950er Jahren unter Denkmalschutz. Die Fassade ist aber aus statischen Gründen nicht mehr haltbar und so hat auch das Bayerische Landesamt für Denkmalpflege ihrem Abriss zugestimmt. Im Kaufhof-Gebäude entsteht seit 2018 ein Vier-Sterne-Hotel.

## Sehenswürdigkeiten und Straßenbild
Die Marienkirche ist ein Wahrzeichen in der Altstadt. Faktisch liegt sie zwar zwischen Lorenz- und Bismarckstraße, die markante Doppelturmfassade an der Stirnseite zeigt allerdings zur Altstadt.

### Galerie

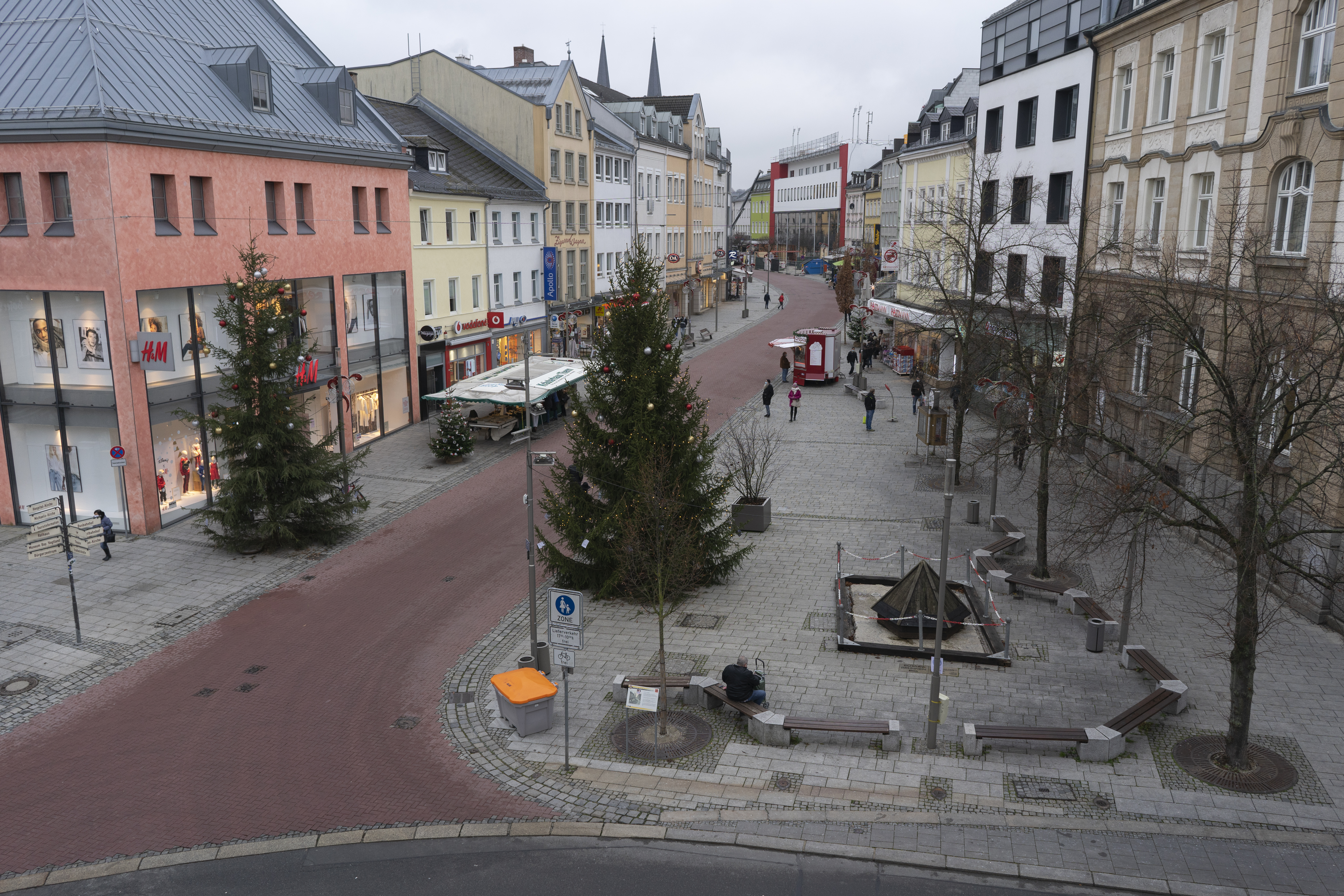
Altstadt von Norden
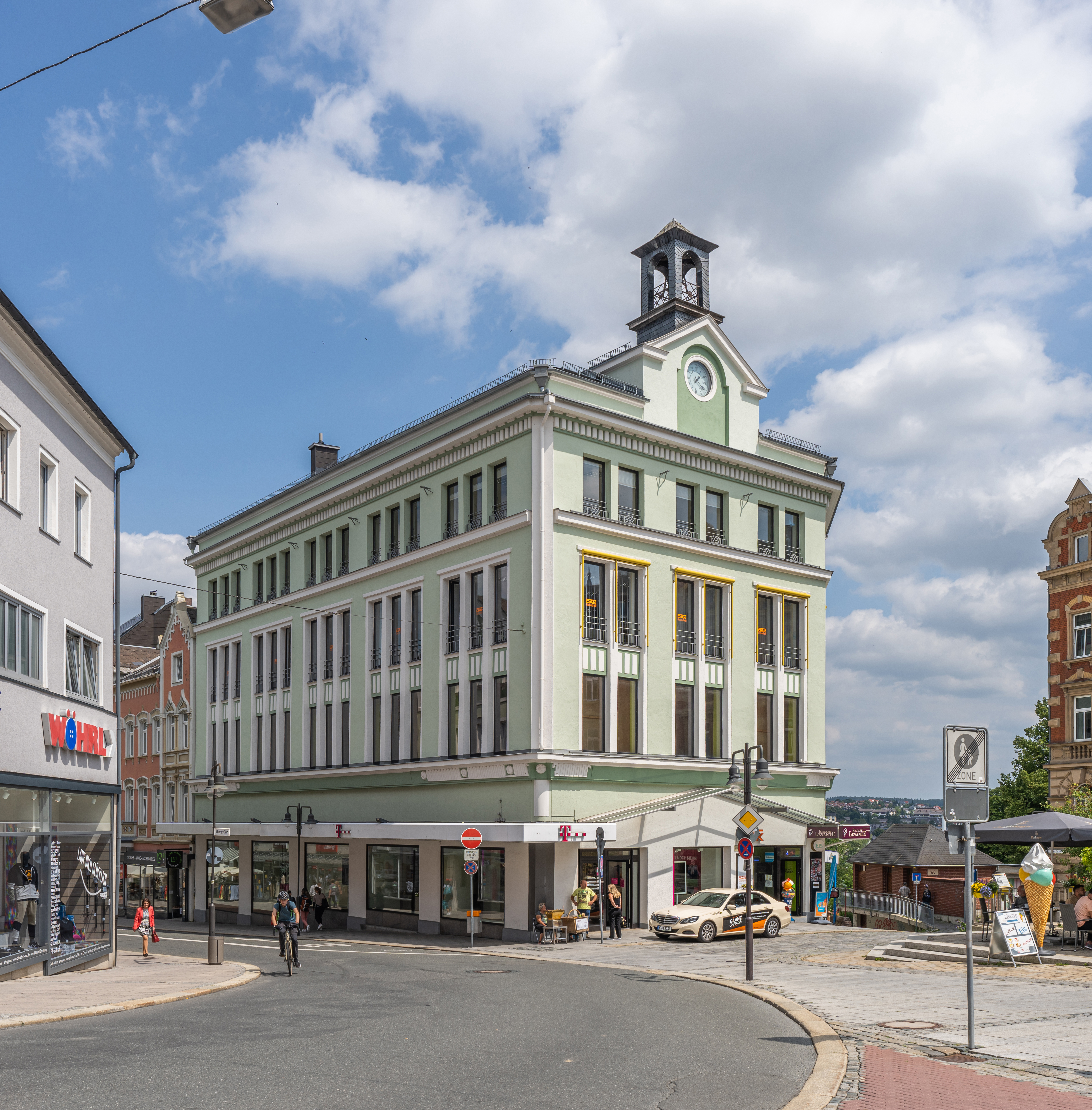
Geschäftshaus mit Uhrenturm
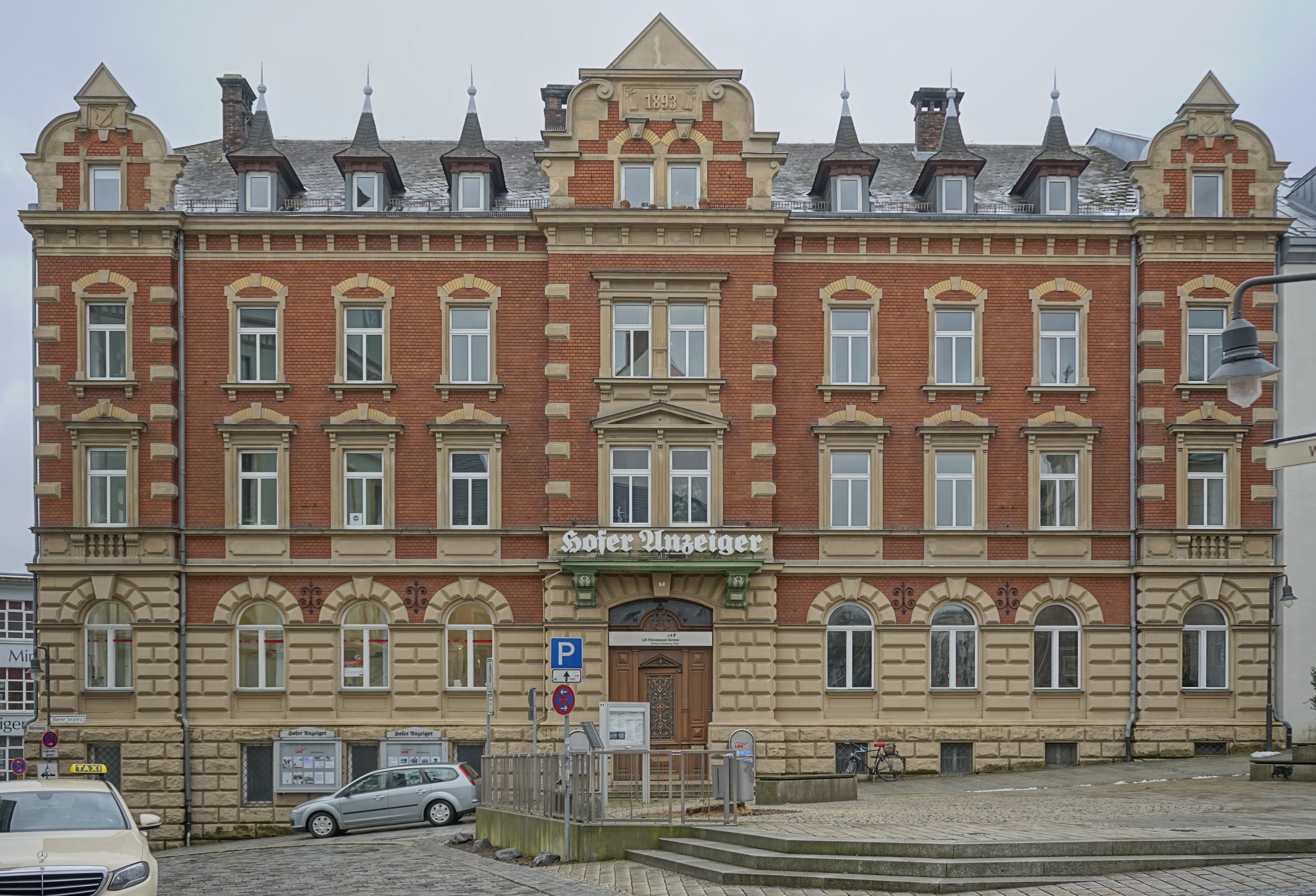
Gebäude des Hofer Anzeiger
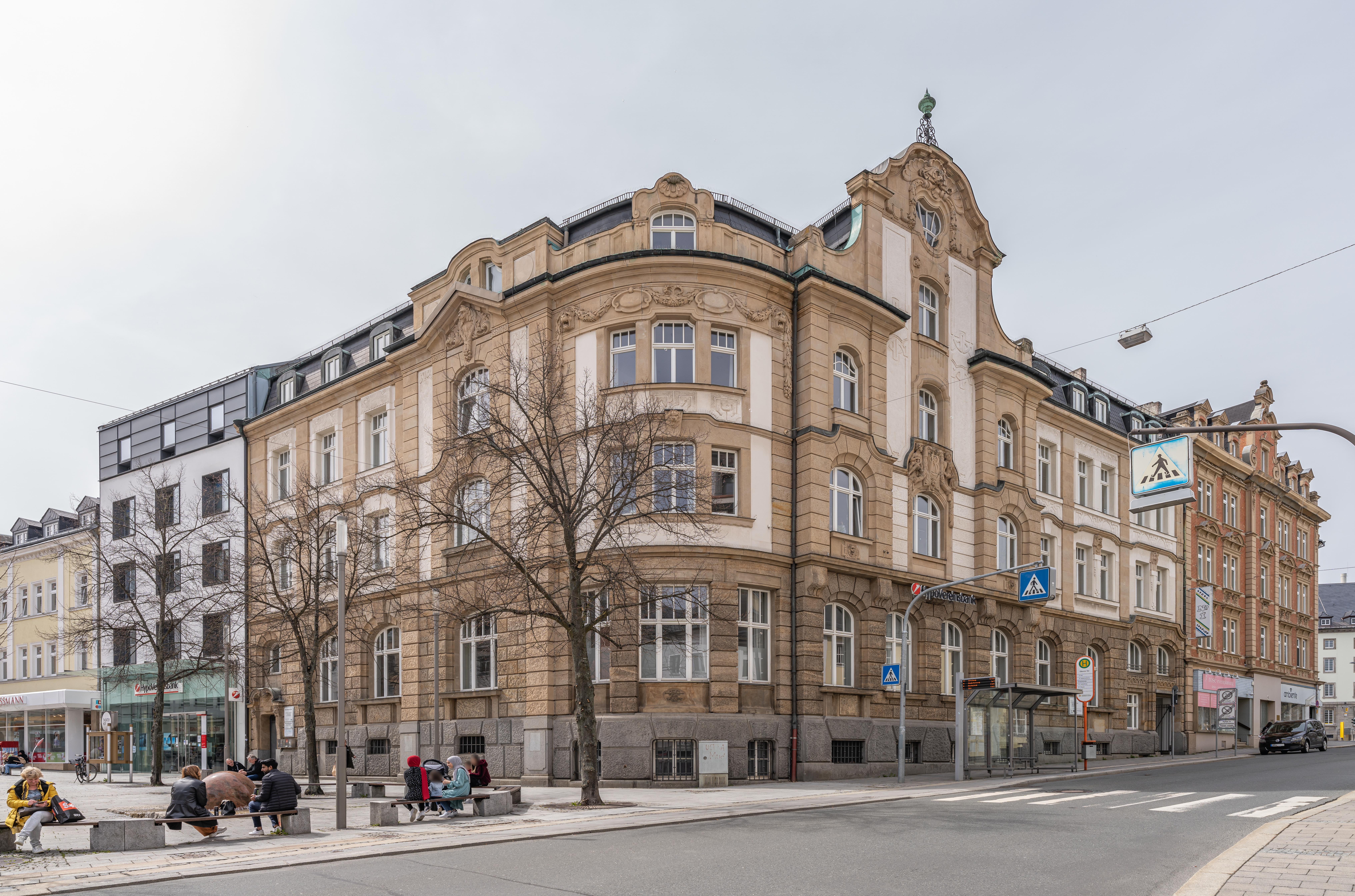
Hypovereinsbank
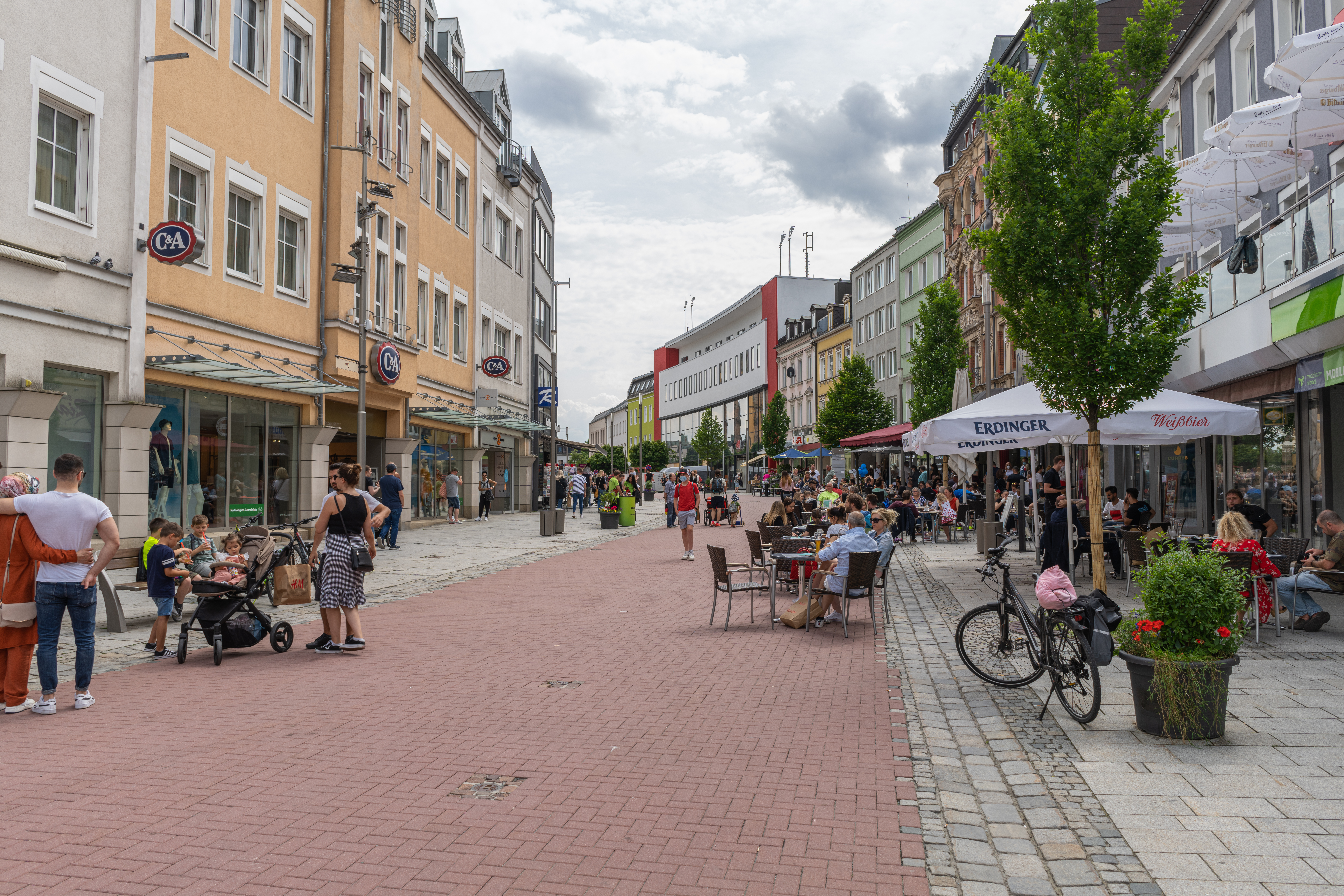
Altstadt von Norden
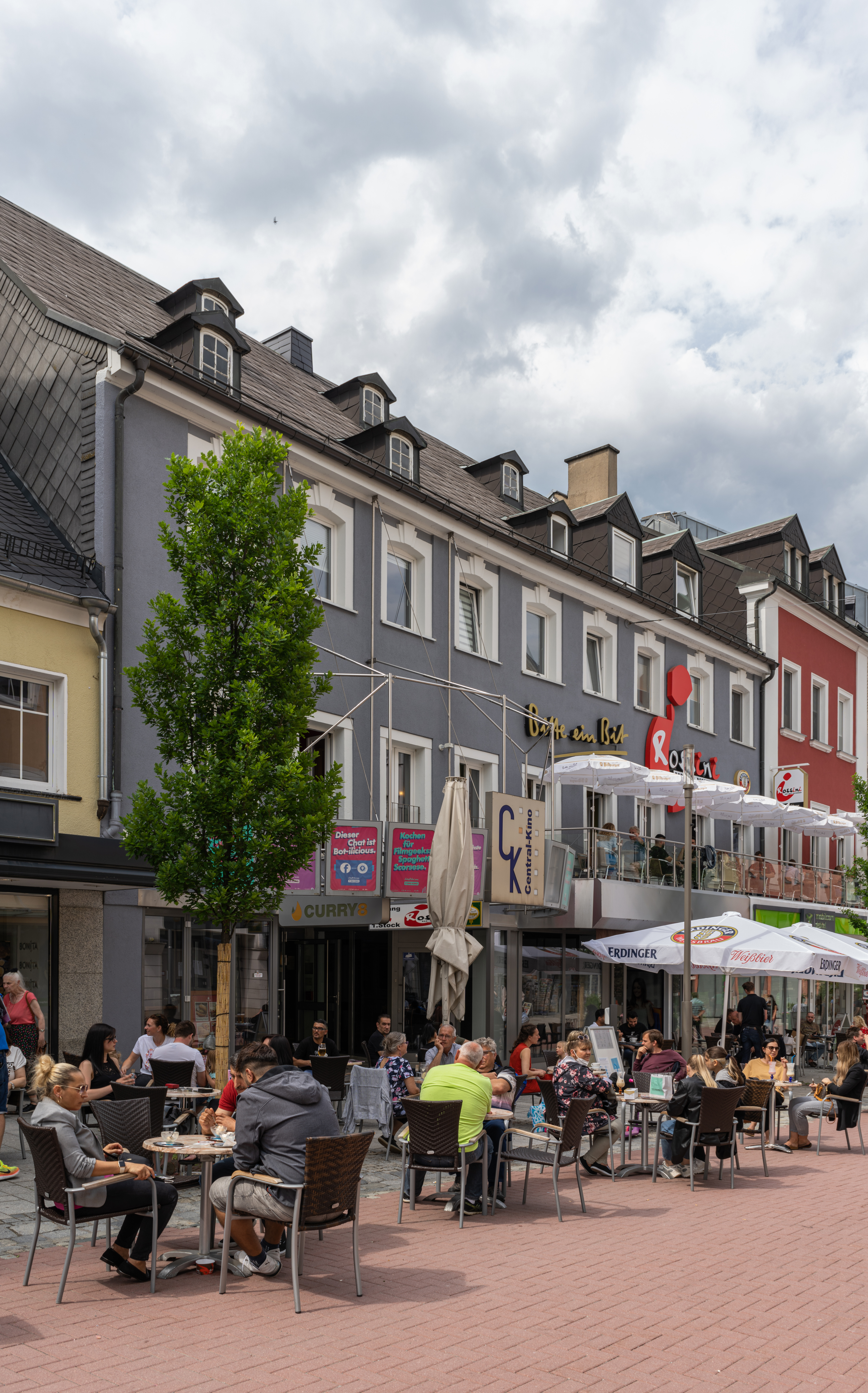
Central-Kino
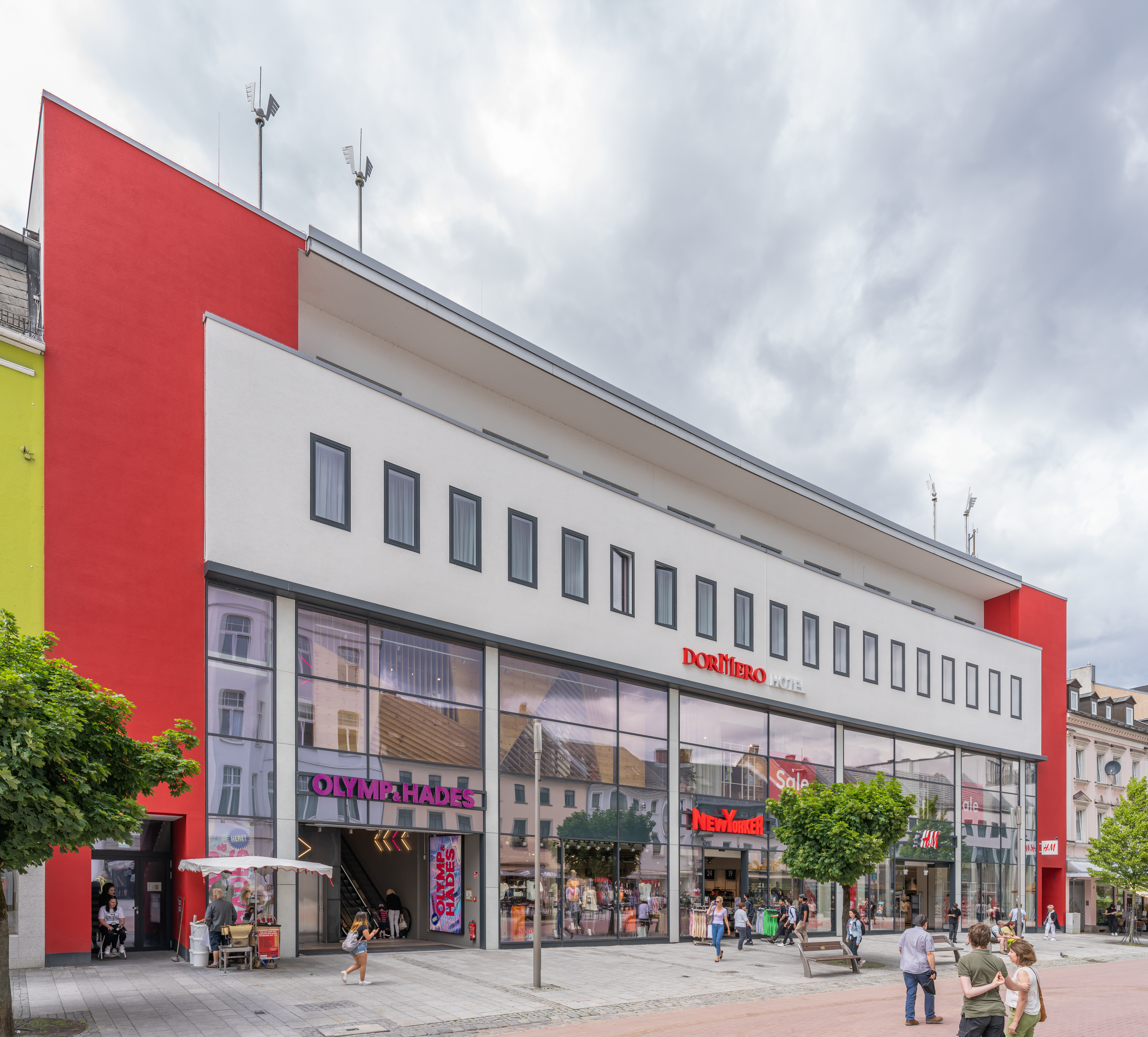
Renoviertes ehemaliges Kaufhausgebäude, unten Modegeschäfte und oben Hotel
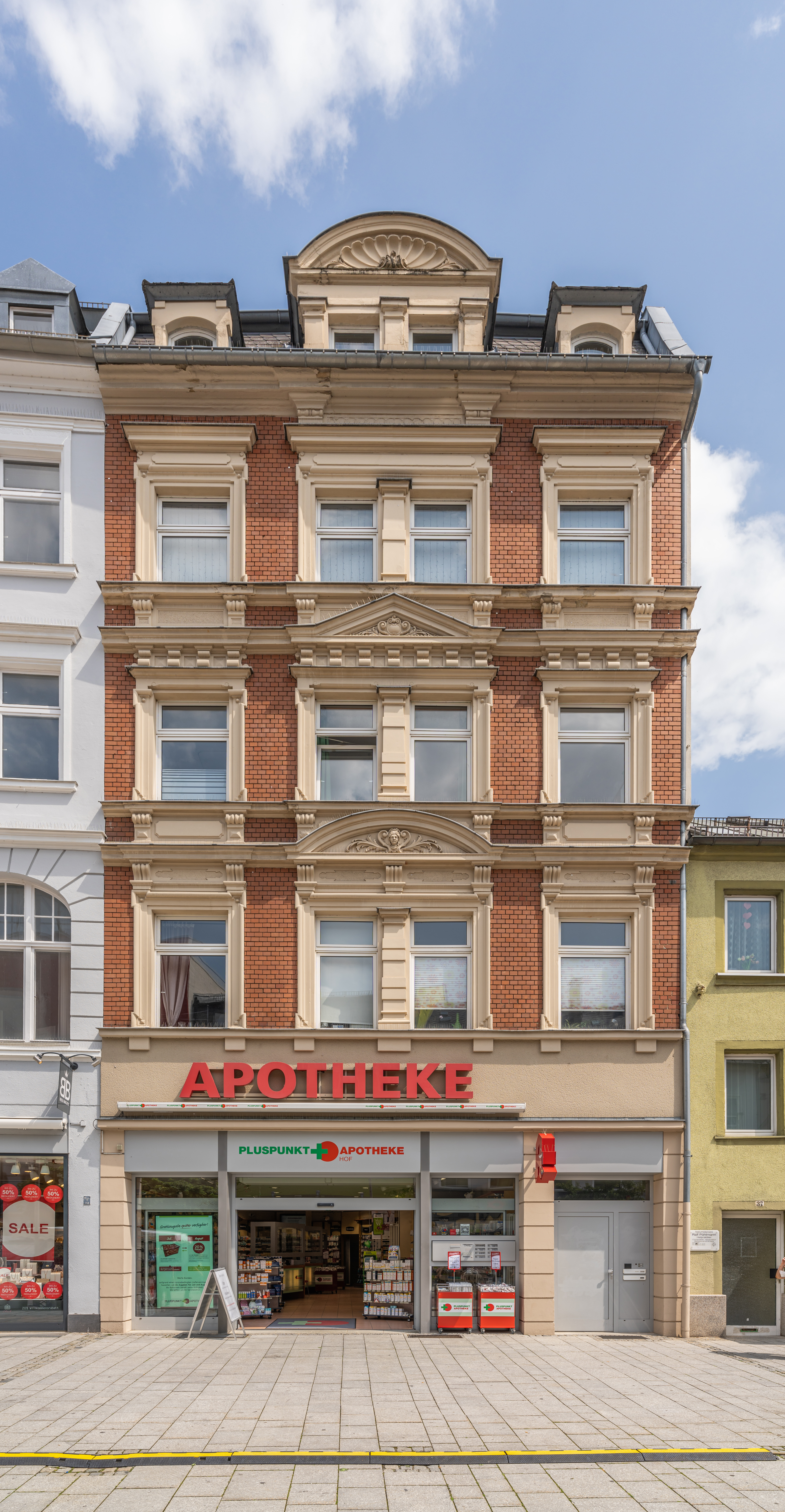
Stadthaus
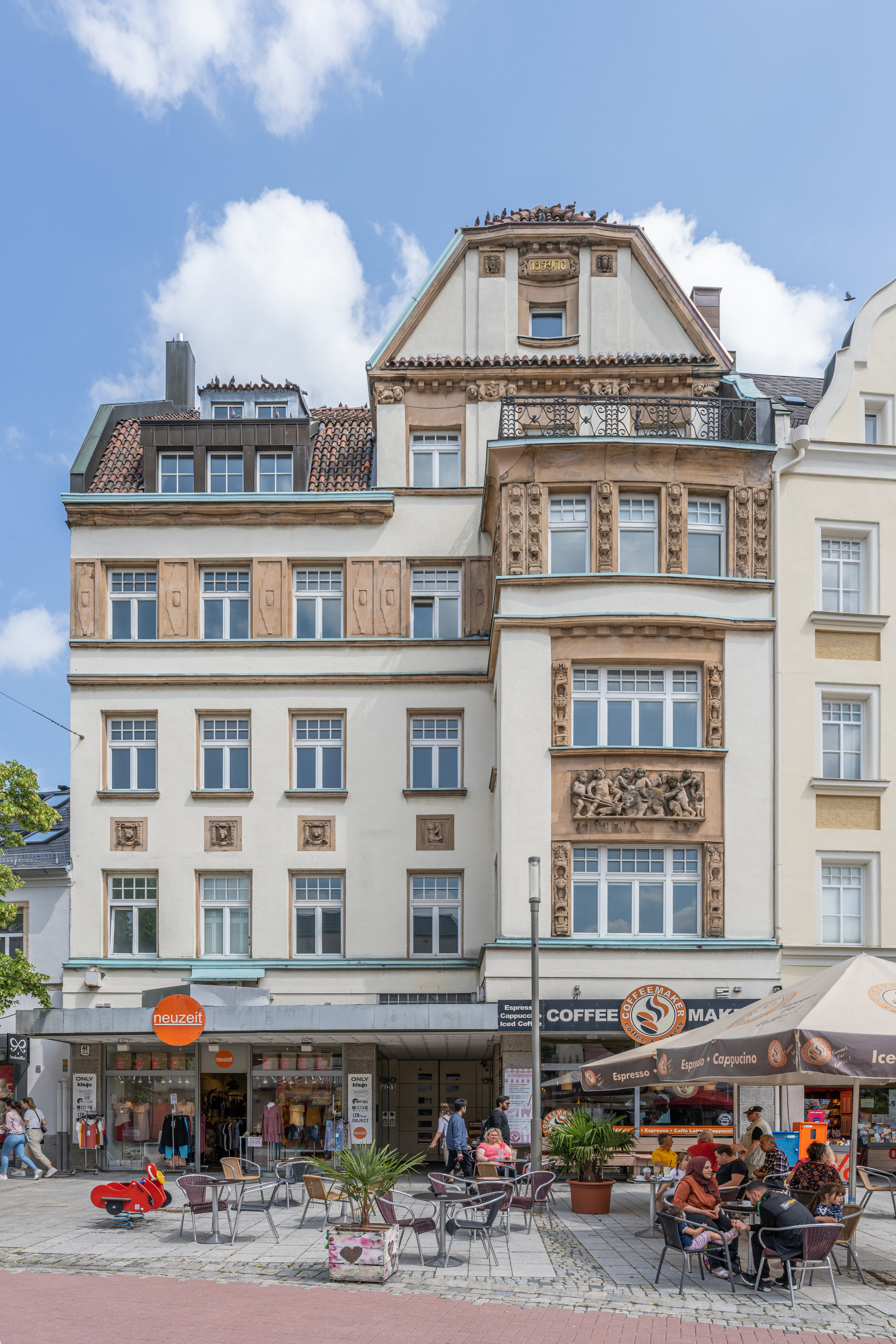
Stadthaus an der Marienkirche
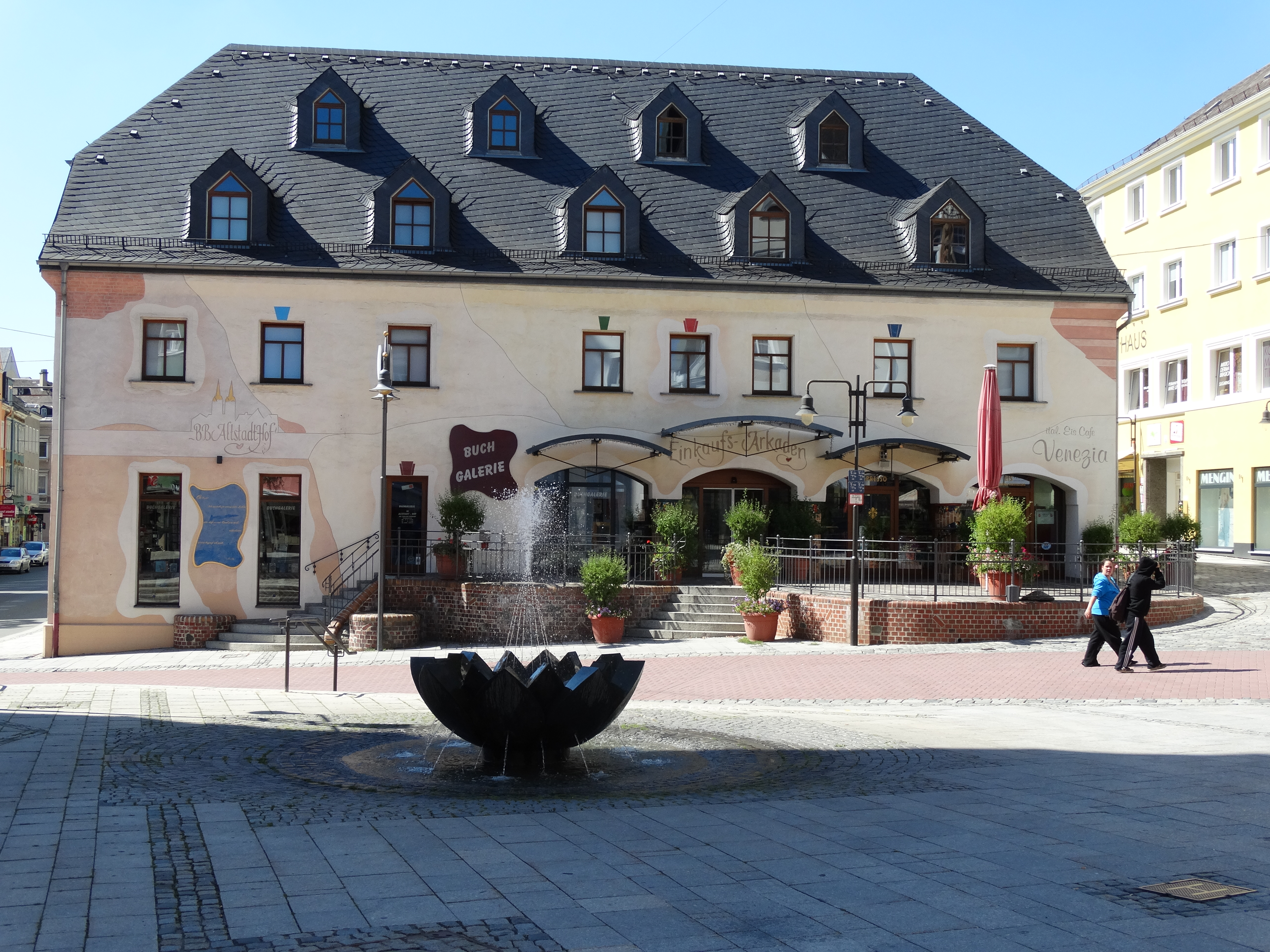
Altstadt-Hof am Eingang der Altstadt (Bernhard-Lichtenberg-Platz)
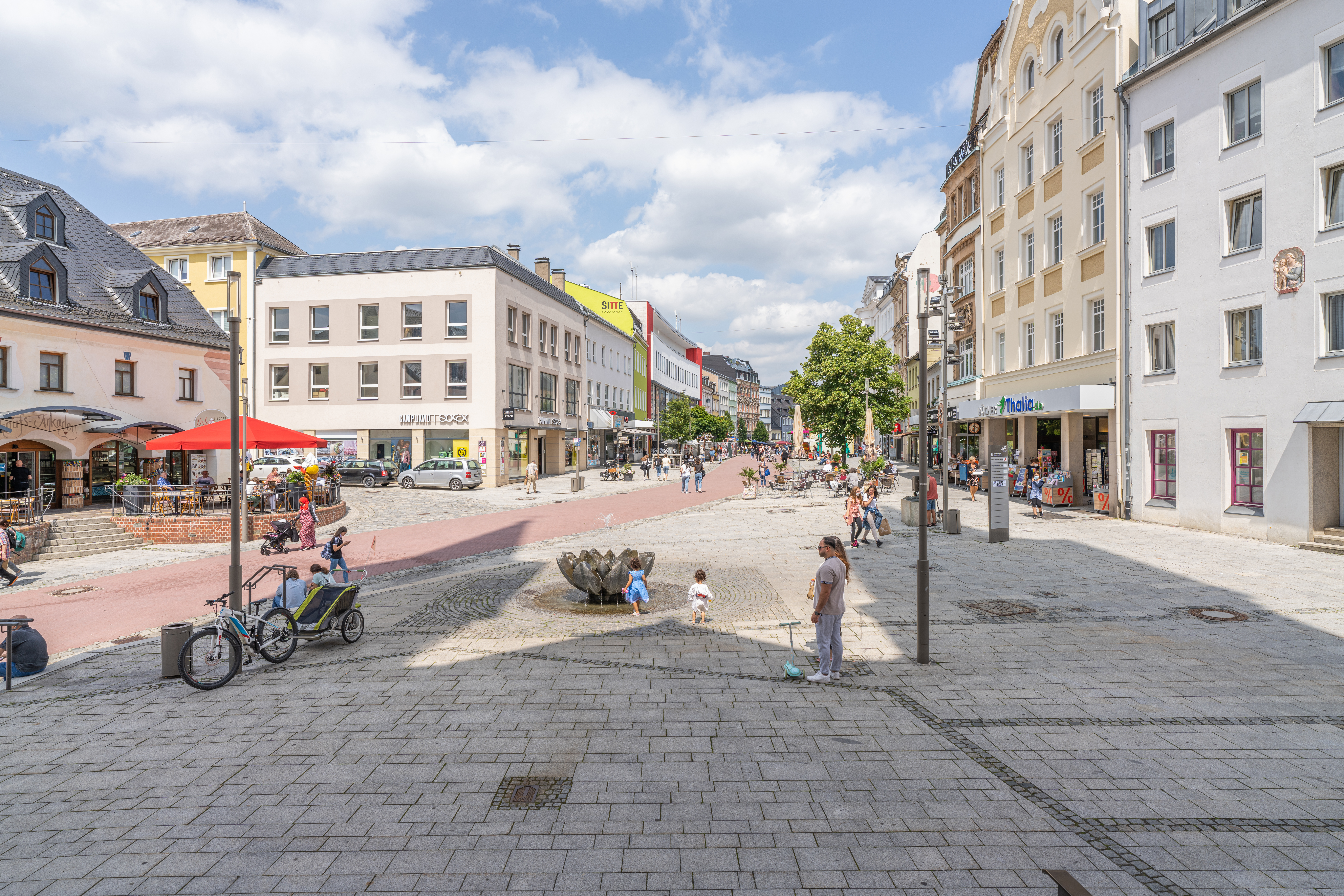
Altstadt von Süden
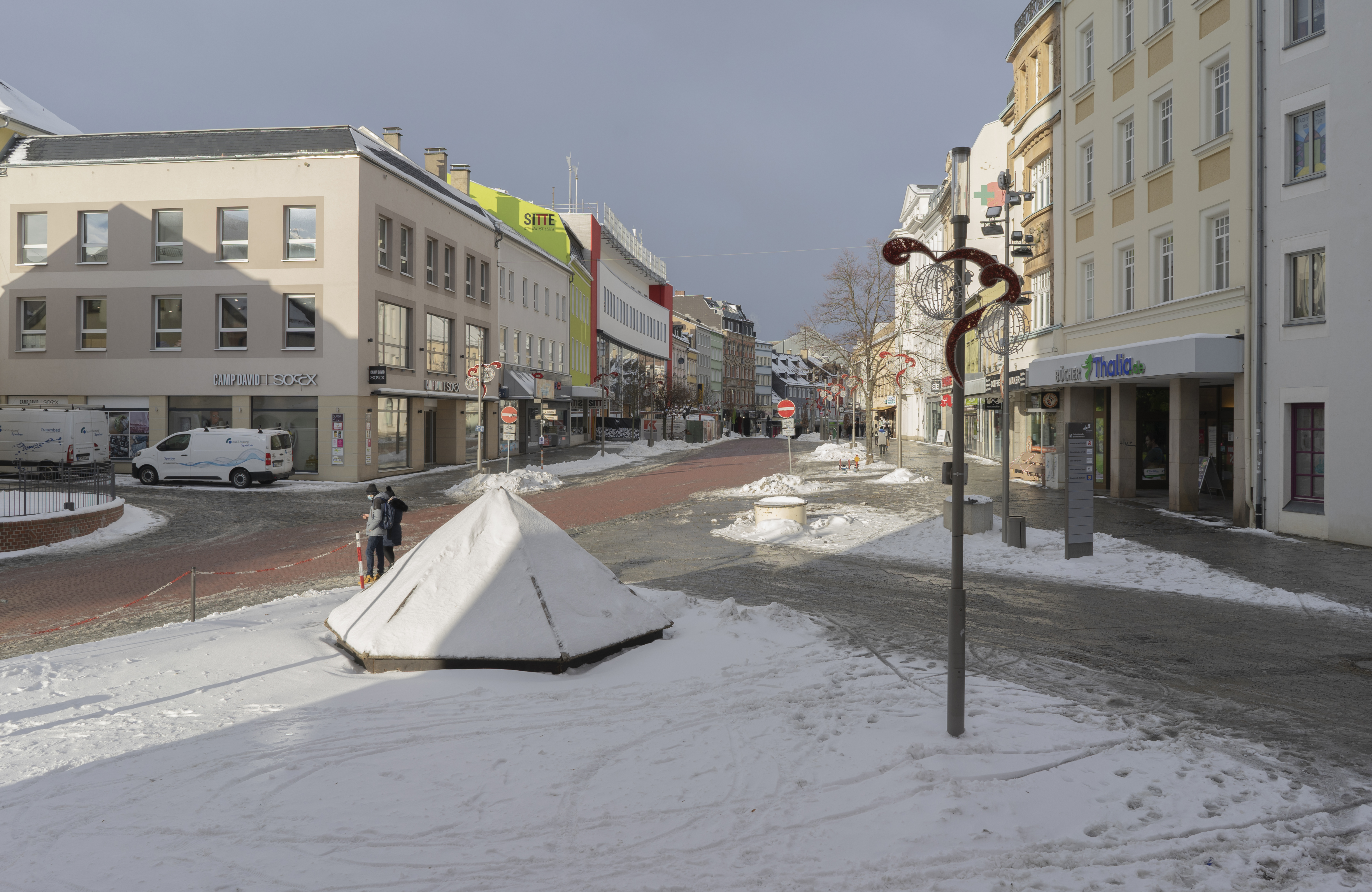
Altstadt im Winter
Hofer Weihnachtsmarkt in der Altstadt